# Embajada de España en Cuba
La Embajada del Reino de España en la República de Cuba es la máxima representación legal de España en Cuba.

## Historia
El primer cónsul general español, José Felipe Sagrario, llegó a Cuba en julio de 1899 durante la Ocupación de los Estados Unidos. El cónsul general español Joaquín María Torroja se convirtió en el encargado de negocios después del establecimiento formal de la República de Cuba en mayo de 1902. En 1902, Cuba y España establecieron relaciones diplomáticas.

## Embajador
El actual embajador es Ángel Martín Peccis, quien fue nombrado por el gobierno de Pedro Sánchez en noviembre de 2020.

## La Embajada de España
El edificio de representación del Reino de España es la embajada española en La Habana. 
La cancillería y el consulado-general de España se encuentra en Calle Cárcel #51, Habana vieja, La Habana.

## Otras propiedades de la Embajada de España
Aparte, España tiene los siguientes propiedades afuera de las instalaciones de la embajada:
- Residencia de la Embajada (Calle 46 #2110, entre calles 21 y 23, La Habana)
- Oficina Económica y Comercial (Calle 22 #516, entre calles 5ª y 7ª, Miramar, La Habana)
- Consejería de Trabajo, Migraciones y Seguridad Social (Calle 70 #519, entre Ave. 5ª-B y Ave. 7ª, Miramar, La Habana)
- Agencia Española de Cooperación Internacional para el Desarrollo (Calle Lamparilla # 2, Oficina 4º B, edificio Lonja del Comercio, Habana vieja, La Habana)

## Galería

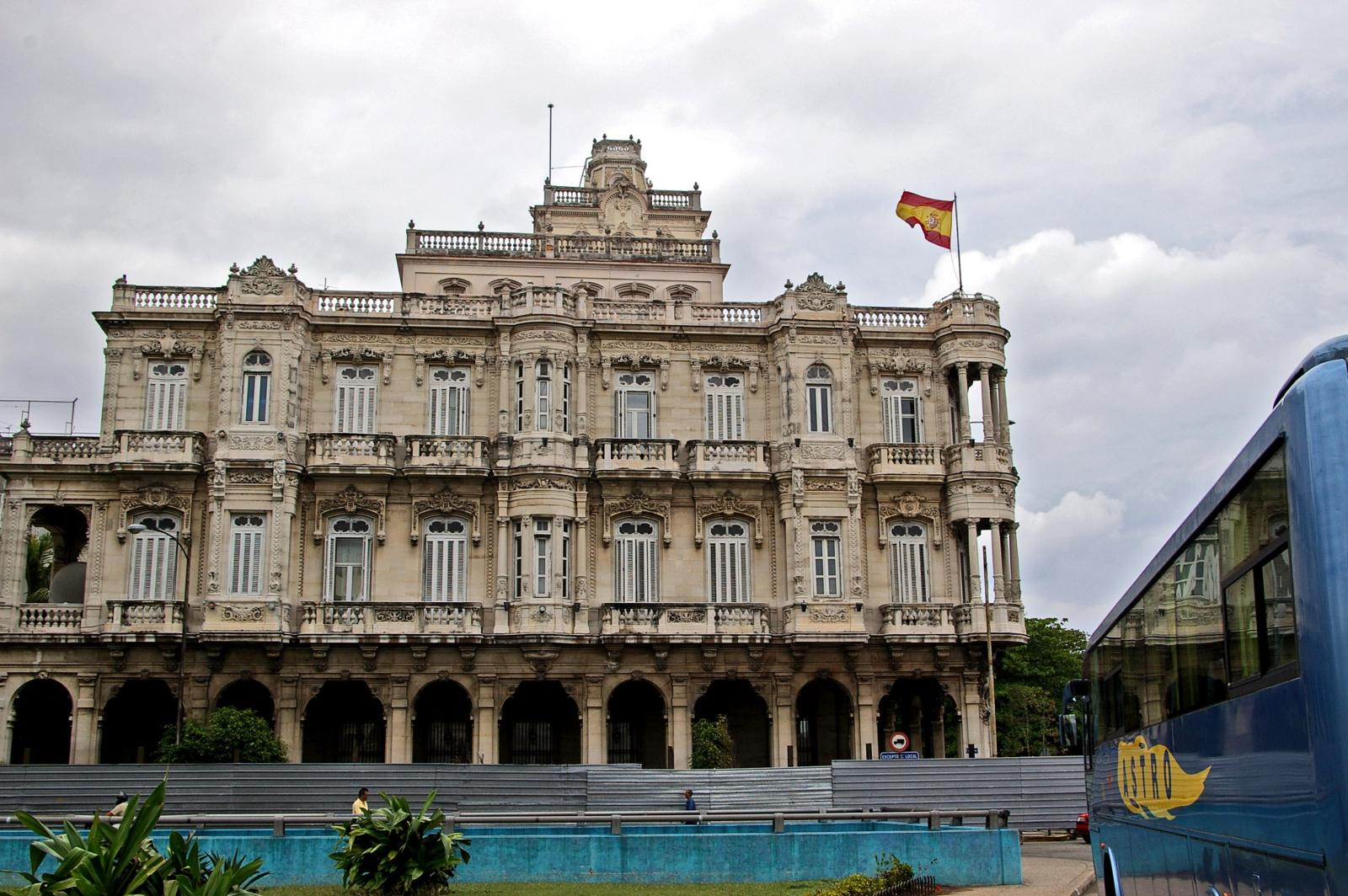
Embajada de España en La Habana
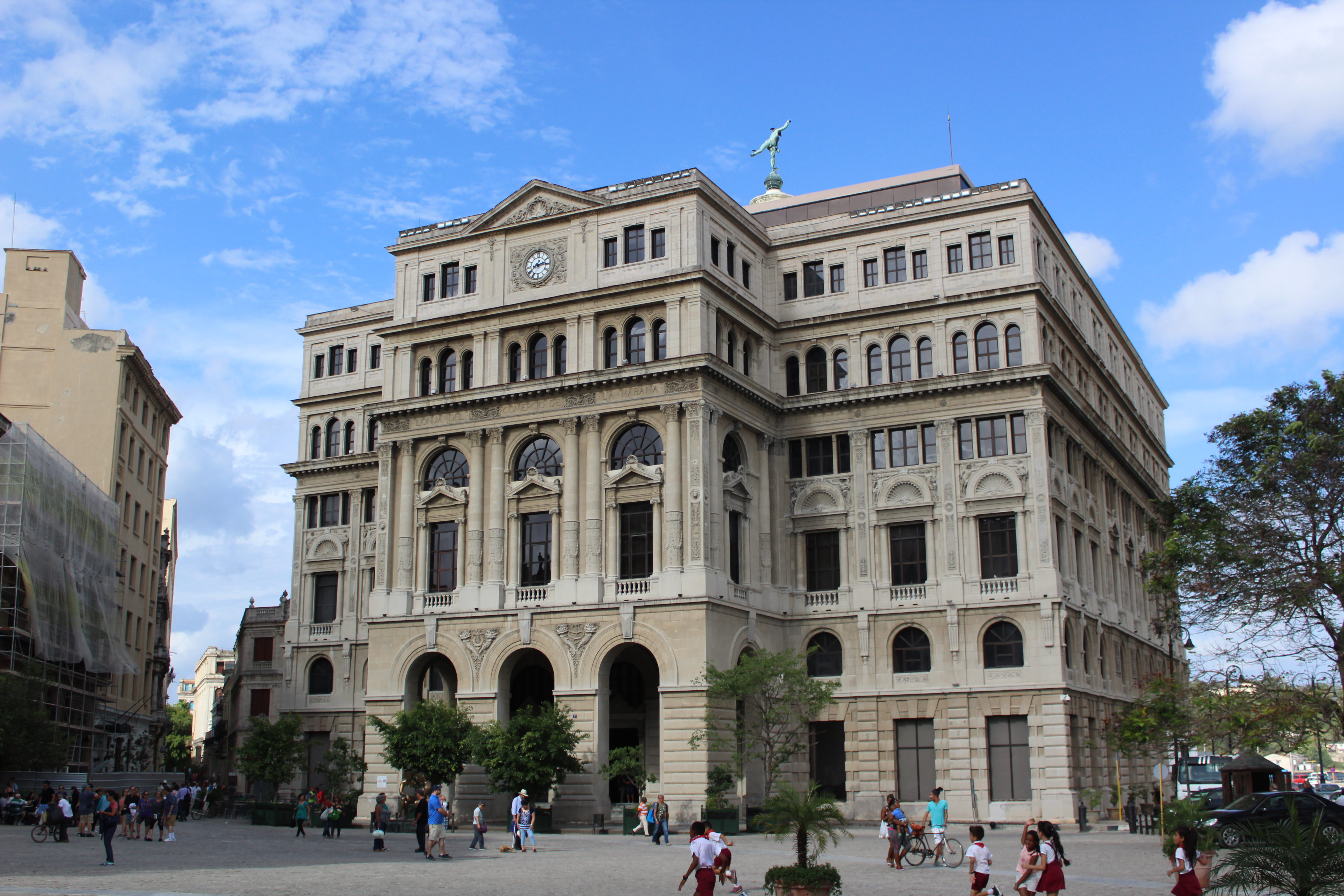
Edificio Lonja del Comercio alojando al AECID